# ارفو اسكولا
ارفو اسكولا (2 ديسمبر 1909 ، فالكيالا - 23 نوفمبر 1975)، كان عداءًا فنلنديًا لمسافات طويلة. فاز بميداليات فضية في حدث 10000 متر في أولمبياد 1936 وبطولة أوروبا 1934.